# Division Süd
Die Division Süd (Eigenschreibweise meist Division SÜD) war ein Großverband des Heeres der deutschen Bundeswehr. Unterstellt war die Division zuletzt dem Kommando Heer.
Die Division bestand übergangsweise mit dieser Bezeichnung bis Ende 2014 im Zuge der Umgliederung zur Struktur HEER2011. Einhergehend mit der Aufstellung der Division Süd am Standort Veitshöchheim wurde die Division Luftbewegliche Operationen aufgelöst, teils wurden deren Truppenteile sowie teils Truppenteile der 10. Panzerdivision von der Division Süd übernommen. Die alte 10. Panzerdivision wurde im Dezember 2014 aufgelöst und die Division Süd anschließend in 10. Panzerdivision umbenannt.

## Geschichte
Die Division wurde am 1. Oktober 2013 aus Teilen des Stabes und der Stabskompanie der 10. Panzerdivision aus Sigmaringen und der aufzulösenden Division Luftbewegliche Operationen (DLO) in Veitshöchheim gebildet. Erster Kommandeur wurde General Benedikt Zimmer, der bisher das Kommando über die Division Luftbewegliche Operationen führte. Die Division Süd dient als Aufstellungsstab zur Bildung einer neuen 10. Panzerdivision, die Teile der aufzulösenden Division Luftbewegliche Operationen übernimmt, sowie die Brigaden der bisherigen 10. Panzerdivision führen wird. Die Bezeichnung Süd deutet auf die kommende Rolle der 10. Panzerdivision hin, die, analog zur 1. Panzerdivision im Norden Deutschlands, einzige mechanisierte Division in der südlichen Landeshälfte sein wird. Im Zuge der Umsetzung der Realisierungsplanungen zur Neuausrichtung der Bundeswehr und zur Einnahme der Struktur HEER2011 übernahm die Division Süd am 1. Oktober 2013 die Panzergrenadierbrigade 37 (Frankenberg), die zwischenzeitlich nach Auflösung der 13. Panzergrenadierdivision von der Division Luftbewegliche Operationen geführt wurde. Das Artillerielehrbataillon 345 (verlegt nach Idar-Oberstein, vormals Artillerielehrregiment 345 in Kusel) und das Sicherungsbataillon 12 (Hardheim), bisher beide der Division Luftbewegliche Operationen unterstellt, wurden zum 1. Januar 2014 der Division Süd unterstellt. Die Division Luftbewegliche Operationen wird im Folgenden nach Abgabe weiterer Truppenteile aufgelöst. Vom Artillerieregiment 100 wechselte am 1. Januar 2014 das Artilleriebataillon 131 (vormals Beobachtungspanzerartilleriebataillon 131) mit neuem Standort in Weiden (bisheriger Mühlhausen/Thüringen) zur Division Süd. Beide Brigaden der 10. Panzerdivision, die Panzerbrigade 12 (Amberg) und die Gebirgsjägerbrigade 23 (Bad Reichenhall), wurden Ende Juni 2014 der Division Süd unterstellt. Ab Juli 2014 wurde das nicht aktive Pionierbataillon 905 in Ingolstadt (bis dahin Gebirgsjägerbrigade 23) der Division direkt unterstellt.
Die alte 10. Panzerdivision in Sigmaringen wurde Ende 2014 aufgelöst und die Division Süd mit Stab in Veitshöchheim erhielt gleichzeitig die Bezeichnung 10. Panzerdivision. Diese neue 10. Panzerdivision führt die Tradition (und auch das Verbandsabzeichen) der alten 10. Panzerdivision fort. Erster Kommandeur der neuen 10. Panzerdivision wurde der letzte Kommandeur der Division Süd.

## Gliederung
Die Division Süd gliederte sich zuletzt in folgende Truppenteile:

Internes Verbandsabzeichen Division Süd

- Stabs-/Fernmeldekompanie (St/FmKp) Division Süd, Veitshöchheim

- Divisionstruppen
  -  Artillerielehrbataillon 345, Idar-Oberstein
  -  Sicherungsbataillon 12, Hardheim
  -  Artilleriebataillon 131, Weiden in der Oberpfalz[3] (bis 2013 Beobachtungspanzerartilleriebataillon 131)
  -  Pionierbataillon 905, Ingolstadt, Ergänzungstruppenteil (Couleur: Gebirgspionierbataillon 8. Nicht aktiv. Kein eigenes Großgerät vorhanden bzw. langzeitlagernd.)
- Panzerbrigade 12 „Oberpfalz“
- Gebirgsjägerbrigade 23 „Bayern“
- Panzergrenadierbrigade 37 „Freistaat Sachsen“

## Kommandeure
| Nr. | Name                         | Beginn der Amtszeit | Ende der Amtszeit |
| --- | ---------------------------- | ------------------- | ----------------- |
| 2   | Generalmajor Bernd Schütt    | 7. August 2014      | Dezember 2014     |
| 1   | Generalmajor Benedikt Zimmer | 1. Oktober 2013     | 31. Juli 2014     |